# João Frederico Caldwell

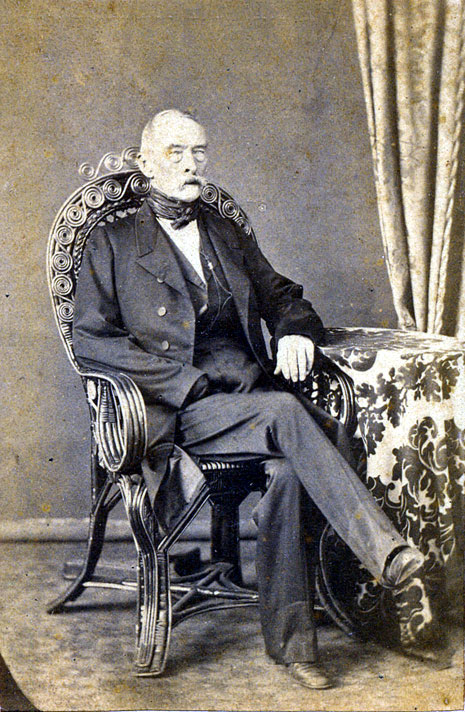
João Frederico Caldwell, ca. 1870

João Frederico Caldwell (Santarém, 1801 — Rio de Janeiro, 26 de fevereiro de 1873) foi um militar luso-brasileiro.
Filho do general inglês Frederico Caldwell com uma portuguesa, assentou praça no 1° regimento de cavalaria, no Rio de Janeiro.
Em 1817, combateu a Revolução Pernambucana, sob o comando do general Luís do Rego Brandão. Regressou ao Rio em 1820, sendo promovido a tenente.
Em 1821 assinou o manifesto de 9 de janeiro, que solicitava que D. Pedro I ficasse no Brasil, evento conhecido como o Dia do Fico.
Promovido a capitão em 1821, foi enviado a Pernambuco para sufocar a revolução republicana. No ano seguinte, após breve passagem pela corte, partiu para o Rio Grande do Sul, para onde já havia ido o 1°regimento, então participando das operações da Guerra Cisplatina. Lá serviu sob o comando de Bento Gonçalves, sendo por este elogiado.
Retornou à corte, e com a família tentou retornar ao Rio Grande do Sul, obtendo sucesso somente em 1834, como major avulso. Tendo servido D. Pedro I com apreço, foi considerado suspeitoso pelos regentes de Dom Pedro II.

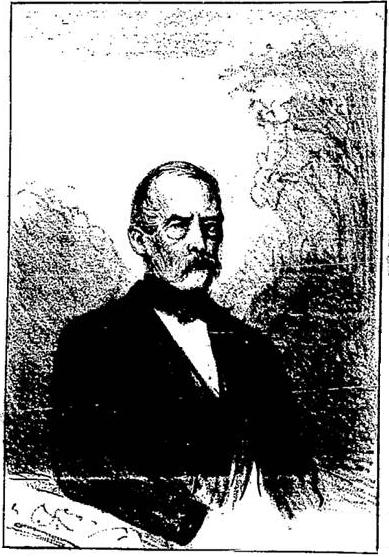
Tenente-General Caldwell.

Tornou-se comerciante no Rio Grande do Sul, porém com o iniciar da Revolução Farroupilha, foi convocado pelo governo para acompanhar o presidente da província deposto Antônio Rodrigues Fernandes Braga em viagem à corte, abandonando seus negócios e ficando a disposição da corte para retornar ao Sul. Entretanto, contrário às suas expectativas, recebeu ordens para combater a Cabanada no Pará, mas conseguiu reverter as ordens e ser enviado de volta ao Rio Grande do Sul, tendo recebido o comando militar de Rio Grande, em 1836. Logo foi designado major da brigada provisória de cavalaria organizada por João da Silva Tavares, com a qual combateu na Batalha do Seival. Lá foi ferido na mão direita (a qual posteriormente perdeu) e feito prisioneiro. Em 23 de outubro seguinte conseguiu escapar e reintegrou-se às tropas legalistas.
Após uma temporada na corte, retornou ao Rio Grande do Sul, onde ficou até o término do conflito, havendo registros de uma situação bem particular, do socorro que concedeu à população da Colônia Alemã de Três Forquilhas, em 1839 num momento muito difícil e traumático na vida dos colonos da localidade. Em 1842 foi promovido a coronel e em 7 de julho de 1845 foi nomeado comandante das armas do Pará, onde permaneceu até 2 de setembro de 1846. Transferido de volta para o Rio Grande do Sul, foi promovido a brigadeiro no mesmo ano e também comandante de armas da província, cargo no qual ficou até 1848, tendo reassumido o cargo em 1850 interinamente.
Em 28 de agosto de 1850, foi nomeado comandante da segunda divisão do exército do sul, com o qual marchou para a Guerra contra Rosas. Em 1852 foi nomeado marechal, sendo nomeado comandante de armas do Rio Grande do Sul, ficando até 1856, novamente de 1857 a 1865, onde estava no início da Guerra do Paraguai.
Durante a invasão de Uruguaiana manteve intenso debate com David Canabarro a respeito da necessidade de atacar o inimigo, enquanto Canabarro queria aguardar mais reforços. Após a rendição dos paraguaios em Uruguaiana foi enviado à corte, tomando diversos cargos administrativos. Comandou o Ministério da Guerra, de 29 de setembro a 10 de novembro de 1870 (ver Gabinete Pimenta Bueno).
Em 1854 foi nomeado dignitário da Imperial Ordem do Cruzeiro e em 1859 da Imperial Ordem da Rosa, em 1860 grão-cruz da Imperial Ordem de Avis.